# Хоккей на траве на летних Азиатских играх 2018
Соревнования по хоккею на траве на летних Азиатских играх 2018 года, состоявшихся в Индонезии, проходили с 19 августа по 1 сентября.

## Медалисты
|         | Золото | Серебро  | Бронза |
| ------- | ------ | -------- | ------ |
| Мужчины | Япония | Малайзия | Индия  |
| Женщины | Япония | Индия    | Китай  |